# Втеча з Алькатраса
«Втеча з Алькатраса» (англ. «Escape From Alcatraz») — американський кінофільм 1979 року, режисера Дона Сігела, з Клінтом Іствудом у головній ролі. Сценарій заснований на виданій у 1963 році книзі Дж. Кемпбелла Брюса «Втеча з Алькатраса» про спробу втечі з Алькатраса у 1962 році.

## Сюжет
Алькатрас — незвичайна в'язниця, з якої неможливо втекти. Вона знаходилася на острові неподалік від Сан-Франциско. В'язниця була побудована на початку 30-х років минулого століття і майже тридцять років гордо носила титул найнадійнішої в Америці. У ній містилися найнебезпечніші злочинці-рецидивісти. Сам Аль Капоне був удостоєний честі відбувати свій термін у її стінах. Але одного разу грабіжник банків Френк Моріс розвінчав звичний міф, спланувавши і зробивши грандіозну і зухвалу втечу з Алькатраса.

## У ролях
- Клінт Іствуд — Френк Морріс
- Патрік Макгвен — Ворден
- Робертс Блоссом — Док
- Джек Тібо — Кларенс Енглін
- Фред Ворд — Джон Енглін
- Пол Бенжамін — Англієць
- Ларрі Ганкін — Чарлі Баттс
- Брюс Фішер — Вольф
- Фред Статмен — Джонсон
- Девід Крайєр — Вагнер
- Медісон Арнольд — Циммерман
- Джейсон Ронард — епізод
- Рон Вернан — епізод
- Генк Брандт — епізод
- Джо Міксак — епізод
- Стівен Бредлі — епізод
- Геррі Гудров — епізод
- Росс Рейнольдс — епізод
- Аль Данлеп — епізод
- Френк Ронціо — епізод
- Джим Гейні — епізод
- Тоні Даріо — епізод
- Кендес Бавен — дочка Англійця
- Фрітц Мейнс — епізод
- Ден Лігант — епізод
- Блер Берроуз — епізод
- Джо Новленд — епізод
- Роберт Гіршфелд — епізод
- Ллойд Нельсон — епізод
- Рей Гомен — епізод
- Джордж Оррісон — епізод
- Джозеф Віпп — епізод
- Ед Васгерсян — епізод
- Террі Віллс — епізод
- Шелдон Фелднер — епізод
- Реджина Бафф — епізод
- Карл Ламблі — епізод
- Юджин Джексон — епізод
- Джон Скенлон — епізод
- Дон Воттерс — епізод
- Дана Дерфус — епізод
- Денні Ґловер — епізод

## Знімальна група
- Режисер — Дон Сігел
- Сценарист — Річард Таггл
- Продюсер — Дон Сігел
- Оператор — Брюс Сертіс
- Композитор — Джеррі Філдінг

## Джерело
- «Втеча з Алькатраса» на сайті kinopoisk.ru [Архівовано 13 травня 2015 у Wayback Machine.]